# 聖伊麗莎白教堂

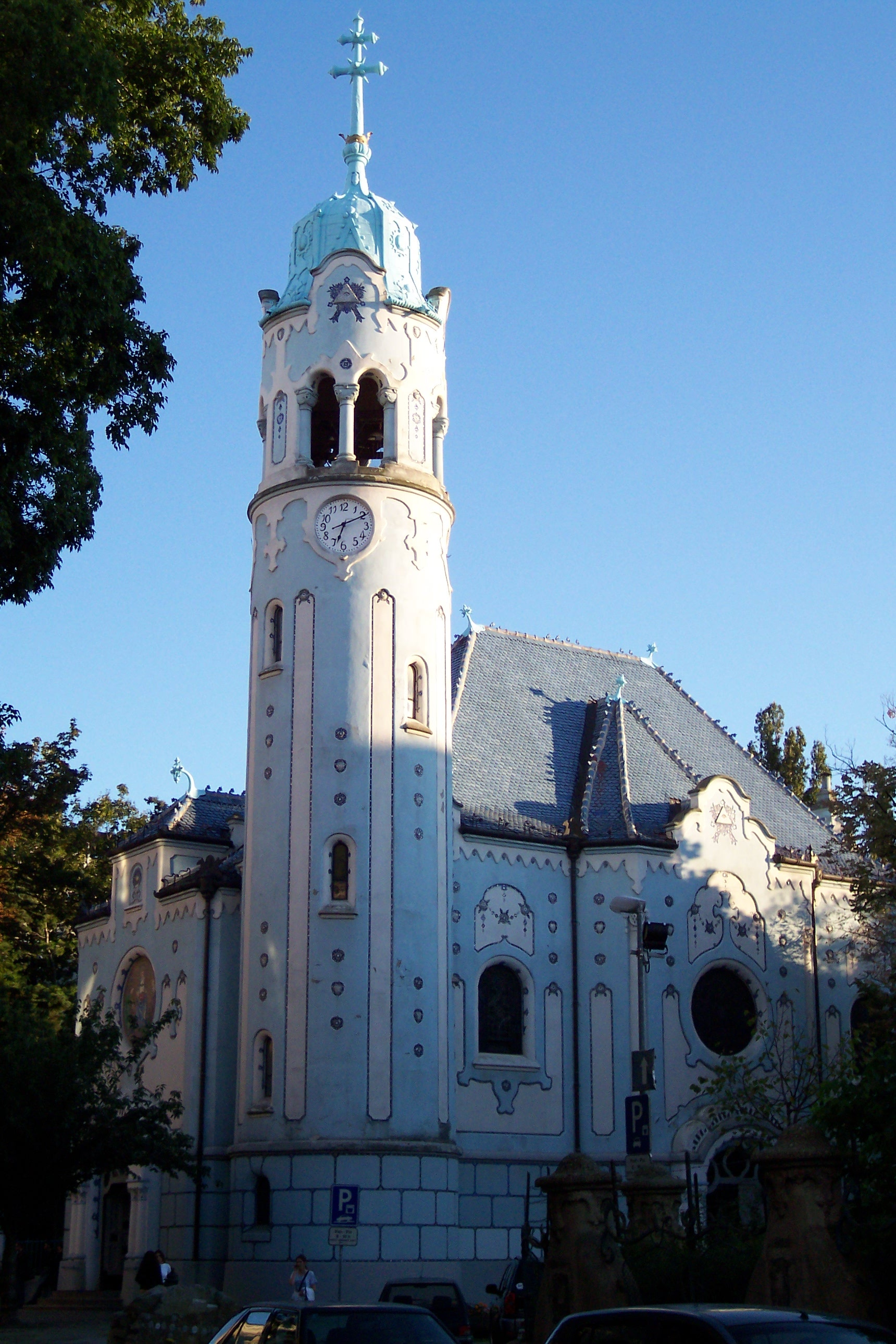
藍色教堂

聖伊麗莎白教堂，俗稱藍色教堂，是位於斯洛伐克首都布拉提斯拉瓦東部的一座天主教教堂。因教堂外觀和內裝均大量使用藍色，因此得名藍色教堂。教堂修建於1907年至1908年期間。设计者是新艺术运动的建筑师Ödön Lechner。